# Stagmomantis parvidentata
Stagmomantis parvidentata är en bönsyrseart som beskrevs av Max Beier 1931. Stagmomantis parvidentata ingår i släktet Stagmomantis och familjen Mantidae. Inga underarter finns listade i Catalogue of Life.